# سخرية على كارمن (فلم 1915)
سخرية على كارمن (بالإنجليزية: A Burlesque on Carmen)، يعرف أيضا بأسم (تشارلي يمثل كارمن)، وهو فيلم كوميدي أمريكي صامت من عام 1915 ألفه وأخرجه وشارك في وبطولته تشارلي تشابلن، وأنتجته استوديوهات إساناي.

## طاقم التمثيل
- تشارلي تشابلن - راتق الجوارب
- إدنا بيرفيانس - كارمن
- جاك هندرسون - ليلاس باستيا
- ليو وايت - موراليس، ضابط الحرس
- جون راند - إسكاميلو مصارع الثيران
- ماي وايت - فراسكيتا
- باد جاميسون - جندي الحرس
- لورانس بويس - غجري
- فرانك جون كولمان - جندي

## وصلات خارجية
- A Burlesque On Carmen على يوتيوب
- سخرية على كارمن على موقع IMDb (الإنجليزية)
- سخرية على كارمن على موقع أول موفي (الإنجليزية)
- سخرية على كارمن على موقع فيلمافينيتي (الإسبانية)
- سخرية على كارمن على موقع قاعدة بيانات الأفلام السويدية (السويدية)
- سخرية على كارمن على موقع قاعدة بيانات الفيلم (الإنجليزية)
- سخرية على كارمن على موقع ليتربوكسد (الإنجليزية)
- سخرية على كارمن على موقع كينوبويسك (الروسية)
- Burlesque on Carmen at SilentEra